# سیستیسرکوز کوتیس
سیستیسرکوز کوتیس به انگیسی: Cysticercosis cutis نوعی بیماری پوستی است که توسط تنیا سولیوم Taenia solium ایجاد می‌شود.
1. ↑  James, William D.; Berger, Timothy G.;  et al. (2006). Andrews' Diseases of the Skin: clinical Dermatology. Saunders Elsevier. ISBN 0-7216-2921-0.